# Virelai
Virelai là một hình thức thơ phổ nhạc ở Pháp thời trung cổ.

## Các nhà soạn nhạc nổi bật
- Guillaume de Machaut
- Guillaume Dufay